# Mabuya mabouya
Mabuya mabouya là một loài thằn lằn trong họ Scincidae. Loài này được Bonnaterre mô tả khoa học đầu tiên năm 1789.

## Hình ảnh

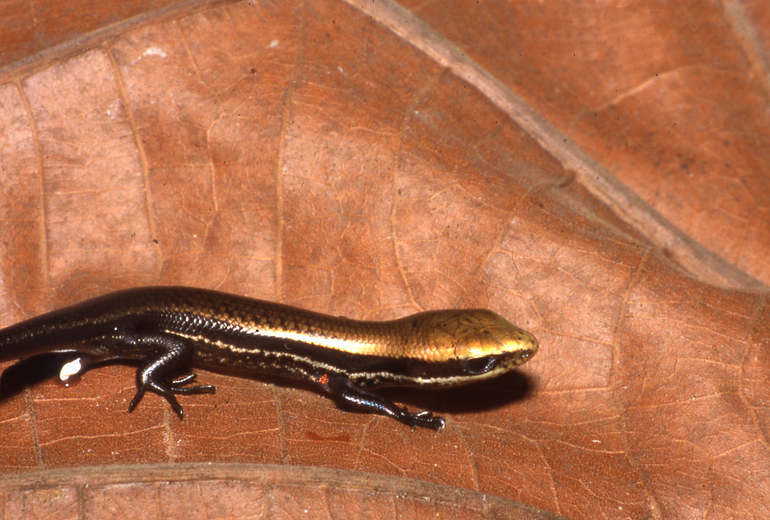